# Asiosilis unifossulata
Asiosilis unifossulata is een keversoort uit de familie soldaatjes (Cantharidae). De wetenschappelijke naam van de soort werd in 1939 gepubliceerd door Wittm..